# Fosfogliceromutaza
Fosfogliceromutaza (EC 5.4.2.1) – enzym z klasy izomeraz. Bierze udział w glikolizie, przeprowadzając ósmą reakcję. Przekształca 3-fosfoglicerynian do 2-fosfoglicerynianu, na drodze transferu grupy fosforanowej z pozycji C-3 na C-2.

## Reakcja[1]
⇌ 
3-fosfoglicerynian ⇌ 2-fosfoglicerynian